# Ariobarzanes del Ponto
Ariobarzanes del Ponto fue rey del Ponto entre los años 266 a. C. y 258 a. C.
Segundo rey de la dinastía, sucedió a su padre Mitrídates I del Ponto. Obtuvo la posesión de la ciudad de Amastris de Paflagonia, que se le rindió.
Tanto Ariobarzanes, como su padre, solicitaron ayuda a los gálatas, que habían llegado a Asia Menor doce años de la muerte de Mitrídates I, para expulsar a los egipcios enviados por Ptolomeo II Filadelfo.
Murió en fecha incierta, entre los años 258 a. C. y 240 a. C., siendo sucedido por su hijo Mitrídates II.
| Predecesor: Mitrídates I | Rey del Ponto 266 – 258 a. C | Sucesor: Mitrídates II |